# 何度でも
「何度でも」（なんどでも）は、DREAMS COME TRUEの35作目のシングル。2005年2月16日発売。発売元はユニバーサルミュージック。

## 概要
前作「ラヴレター」以来4か月ぶりのシングルで、2曲とも後に13枚目のアルバム『THE LOVE ROCKS』にアルバムバージョンとして収録された。
2015年7月7日に発売されたオールタイム・ベストアルバム『DREAMS COME TRUE THE BEST! 私のドリカム』には両曲収録されている。

## 楽曲解説
何度でも
- 「何度でも」はフジテレビ系ドラマ『救命病棟24時（第3シリーズ）』主題歌のために書き下ろされた[3]。依頼を受けて最初に制作した曲は不採用となり、あらためて制作されたのが「何度でも」であった[4]。『救命病棟24時』では第1シリーズ(1999年)の「朝がまた来る」、第2シリーズ(2001年)の「いつのまに」に続いての主題歌起用となり、続く第4シリーズ(2009年)、第5シリーズ(2013年)でも主題歌を手掛けた。

- 楽曲は2007年公開の映画『Mayu -ココロの星-』主題歌、2013年には浅田真央が出演する「住友生命（一度きりの冬篇）」のCMソングにも起用された。

- ミュージックビデオが作られ、『THE LOVE ROCKS』の初回盤DVDに収録された。

- 当時のドリカムとしては珍しいメッセージソングである。4年に一度行われるベストヒットライブ「DREAMS COME TRUE WONDERLAND 2007」のリクエスト投票では長年1位であった「うれしい!たのしい!大好き!」を抜いて1位を獲得、その後2011年、2015年のワンダーランドでもリクエスト1位を獲得した[5][6]。ベストアルバム「THE SOUL 2」のための人気投票でも1位になる[7] など高い支持を得ている。

- 2005年の『第56回NHK紅白歌合戦』、2006年の『第57回NHK紅白歌合戦』で歌唱。また第57回の紅白以降は「LOVE LOVE LOVE」と組み合わせた「何度でもLOVE LOVE LOVE」という形で演奏されることもある[8]。

- 東北地方太平洋沖地震（東日本大震災）発生後（2011年3月14日 - 20日の期間）、全国のラジオ局で最もオンエアされた邦楽曲[9][10]。また同震災の被災者へのエールとして、2011年3月28日から4月27日まで着うたフルを無料配信することになった[9]。

- 2020年4月、新型コロナウイルス感染拡大を受けて日本赤十字社とユニバーサルミュージックが主催した、医療現場の最前線に立つ全国の医療従事者を応援するためのプロジェクト「#最前線にエールを何度でも」のメッセージソングとして使用された[11]。

空を読む
- 「空を読む」は、中村のラジオ『夜は庭イヂリ』のドリカムの曲の人気投票で2位（ちなみに1位は「何度でも」）になったことがある。また上述の「何度でも」同様にワンダーランドのリクエストで上位を獲得している。

## 収録曲
| 全作詞: 吉田美和、全作曲: 中村正人・吉田美和、全編曲: 中村正人。 |              |          |                    |      |
| #                                                                | タイトル     | 作詞     | 作曲・編曲         | 時間 |
| 1.                                                               | 「何度でも」 | 吉田美和 | 中村正人・吉田美和 | 3:42 |
| 2.                                                               | 「空を読む」 | 吉田美和 | 中村正人・吉田美和 | 3:20 |
| 合計時間:                                                        | 合計時間:    | 7:04     |                    |      |

## ミュージックビデオ
| 曲名     | ミュージックビデオ                                                            |
| -------- | ----------------------------------------------------------------------------- |
| 何度でも | Dreams Come True「何度でも」 - YouTube                                        |
| 何度でも | Dreams Come True「何度でも」(from DWL 2015 Live Ver.) - YouTube               |
| 何度でも | Dreams Come True「何度でも LOVE LOVE LOVE」(from DWL2007 Live Ver.) - YouTube |
| 空を読む | Dreams Come True「空を読む」(from DWL 2015 Live Ver.) - YouTube               |

## タイアップ
| 曲名     | タイアップ                                                   |
| -------- | ------------------------------------------------------------ |
| 何度でも | フジテレビ系ドラマ「救命病棟24時(Season3)」主題歌(2005)      |
| 何度でも | 映画「Mayu -ココロの星-」主題歌(2007)                        |
| 何度でも | 住友生命「ブランドパートナー(一度きりの冬篇)」CMソング(2013) |
| 空を読む | 九州朝日放送「ドォーモ」エンディングテーマ(2015)             |

## 収録アルバム
- THE LOVE ROCKS (#1,2、2曲ともアルバムバージョン)
- DREAMS COME TRUE GREATEST HITS "THE SOUL 2" (#1,2、2曲ともアルバムバージョン)
- THE SOUL FOR THE PEOPLE 〜東日本大震災支援ベストアルバム〜 (#1,2)
- 恋のうた (#1)
- DREAMS COME TRUE THE BEST! 私のドリカム (#1,2)

## カバー
| 楽曲     | リリース      | アーティスト        | 収録作品                                                                                |
| -------- | ------------- | ------------------- | --------------------------------------------------------------------------------------- |
| 何度でも | 2009年5月27日 | 松崎しげる          | カバーアルバム「Yes We Can!!」                                                          |
| 何度でも | 2010年3月31日 | 茉奈 佳奈           | カバーアルバム「ふたりうた3」                                                           |
| 何度でも | 2011年11月9日 | 中澤信栄            | カバーアルバム「SOUL」                                                                  |
| 何度でも | 2014年3月26日 | Flower              | トリビュートアルバム「私とドリカム -DREAMS COME TRUE 25th ANNIVERSARY BEST COVERS-」    |
| 何度でも | 2015年4月1日  | May J.              | トリビュートアルバム「私とドリカム2 -ドリカムワンダーランド2015 開催記念 BEST COVERS-」 |
| 何度でも | 2017年1月6日  | Little Glee Monster | アルバム「Joyful Monster」                                                              |
| 何度でも | 2017年5月3日  | Ms.OOJA             | カバーアルバム「Ms. OOJAの、いちばん泣けるドリカム」                                    |
| 何度でも | 2017年7月7日  | 山本彩              | トリビュートアルバム「The best covers of DREAMS COME TRUE ドリウタ Vol.1」              |

## その他
- 福岡ソフトバンクホークスの本多雄一が、打席に入る際の登場曲として使用（ただし、2008年 - 2012年は奇数打席のみ）。
- 東京ヤクルトスワローズの上田剛史が、打席に入る際の登場曲として使用。ただし、上田は他に「学園天国」（FLOW）をはじめ複数の打席登場曲を使用しておりそれらに法則はなく使用はほぼ不定期。
- 中日ドラゴンズの亀澤恭平が、打席に入る際の登場曲として使用（2017年‐）。